# تپه کیورز جلوگیر
تپه کیورز جلوگیر مربوط به دوران پیش از تاریخ ایران باستان تا دوران‌های تاریخی پس از اسلام است و در شهرستان الیگودرز، روستای کیورزعلیا واقع شده و این اثر در تاریخ ۵ آذر ۱۳۸۰ با شمارهٔ ثبت ۴۳۵۴ به‌عنوان یکی از آثار ملی ایران به ثبت رسیده است.